# Ричленд (Міссісіпі)
Ричленд (англ. Richland) — місто (англ. city) в США, в окрузі Ренкін штату Міссісіпі. Населення — 7137 осіб (2020).

## Географія
Ричленд розташований за координатами 32°13′49″ пн. ш. 90°9′35″ зх. д. / 32.23028° пн. ш. 90.15972° зх. д. (32.230403, -90.159703).  За даними Бюро перепису населення США в 2010 році місто мало площу 32,61 км², з яких 32,44 км² — суходіл та 0,17 км² — водойми.

## Демографія
Згідно з переписом 2010 року, у місті мешкало 6912 осіб у 2668 домогосподарствах у складі 1847 родин. Густота населення становила 212 особи/км².  Було 2843 помешкання (87/км²).
Расовий склад населення:
| - 78,8 % — білих - 14,5 % — чорних або афроамериканців - 1,7 % — азіатів - 0,2 % — корінних американців - 0,1 % — вихідців з тихоокеанських островів - 3,7 % — осіб інших рас |

До двох чи більше рас належало 1,0 %. Частка іспаномовних становила 5,4 % від усіх жителів.
За віковим діапазоном населення розподілялося таким чином: 27,6 % — особи молодші 18 років, 62,3 % — особи у віці 18—64 років, 10,1 % — особи у віці 65 років та старші. Медіана віку мешканця становила 33,4 року. На 100 осіб жіночої статі у місті припадало 96,1 чоловіків;  на 100 жінок у віці від 18 років та старших — 88,8 чоловіків також старших 18 років.
Середній дохід на одне домашнє господарство  становив 57 061 долар США (медіана — 47 917), а середній дохід на одну сім'ю — 62 908 доларів (медіана — 57 009). Медіана доходів становила 36 293 долари для чоловіків та 30 550 доларів для жінок. За межею бідності перебувало 12,5 % осіб, у тому числі 21,2 % дітей у віці до 18 років та 5,2 % осіб у віці 65 років та старших.
Цивільне працевлаштоване населення становило 3668 осіб. Основні галузі зайнятості: освіта, охорона здоров'я та соціальна допомога — 19,2 %, мистецтво, розваги та відпочинок — 13,9 %, будівництво — 10,9 %, роздрібна торгівля — 9,4 %.